# Dudek János
Dudek János (Aranyosmarót, 1858. július 22. – Budapest, 1916. április 19.) római katolikus pap, teológiai doktor, egyházi író, egyetemi tanár.

## Élete
Budapesten tanult teológiát, majd 1881-ben pappá szentelték. Kezdetben káplánként működött Bánban, majd a nyitrai papnevelde bölcsészet (filozófia) tanára lett. 1883-ban teológiai doktorátust szerzett. 1885-től a kisszeminárium lelki vezetőjeként és dogmatikatanárként működött. 1900-ban a nyitrai felső leányiskola igazgatójává nevezték ki, majd 1906-tól haláláig a Budapesti egyetemen tanított ágazatos hittant. 1908 és 1914 között a hittudományi kar dékáni tisztségét töltötte be. 1907-től peturi címzetes apát. 1916-ban hunyt el 57 évesen. 1918-ban Mihályfi Ákos emlékbeszédet tartott életéről.

## Művei
Dudek jelentős irodalmi tevékenységet fejtett ki, és tagja volt a Szent István Társulat tudományos és irodalmi osztályának is. 1915-ben a megalakuló Szent István Akadémia I. osztályú tagja lett. Mint a konzervatív katolikus teológia képviselője, vitákat folytatott a modern áramlatokat követő Prohászka Ottokárral. 1895. július 14. és 1900. augusztus 25 között szerkesztette a Nyitramegyei Szemlét, felelős szerkesztőként 1906 márciusa és 1910 decembere között a Religio, ugyancsak felelős szerkesztőként (és kiadóként) 1911 januárja és 1912 decembere között a Religio-Vallás című folyóiratokat. Cikkeket írt más lapokba is, így a Magyar Sionba (1888–1889), a Hittudományi Folyóiratba (1890. Lessing Bölcs Náthánja. Apologetikai tanulmány).
Önállóan a következő művei jelentek meg:
- Katolikus egyház szertartási nyelve. Doktori értekezés. Nyitra, 1883.
- Guizot, br. Eötvös, Trefort és a kereszténység. Apologetikai tanulmány. Esztergom, 1890.
- A keresztény vallás apológiája. I–II. kötet. Budapest, 1892–1893.
- A vallásháború Magyarországon. Budapest, 1895. (Németül: Wien, 1895)
- Autonomiánk. Nyitra, 1899.
- Kritikai tanulmányok Acsády Ignác a Magyar Birodalom története című művéről. Nyitra, 1904.
- Andrássy Gyula gr. könyvéről. Nyitra, 1905.
- A magyar baptisták szervezete és hitvallása valláskritikai szempontból. Budapest, 1907.
- A modernizmus és a katolicizmus,  Archiválva 2018. november 11-i dátummal a Wayback Machine-ben. Budapest, 1908.
- Származástan és világnézet. Budapest, 1909.
- Bűnbocsánat az ősegyházban. Budapest, 1910.
- A katolikus autonómia függő kérdései. Budapest, 1912.
- Az őskereszténységből. Dogmatikai tanulmányok. I. köt. Budapest, 1912.
- Pázmány Péter fejlődése. Budapest, 1913.
- Dogmatikai olvasmányok. Budapest, 1914.
- De Deo uno et trino. Budapest, 1918.